# Financiamento climático na Nova Zelândia
O financiamento climático na Nova Zelândia inclui uma mistura de financiamento de origem nacional e internacional para adaptação, mitigação e resiliência às mudanças climáticas.

## Contribuições nacionalmente determinadas
A Nova Zelândia é parte da Convenção-Quadro das Nações Unidas sobre Mudanças Climáticas (CQNUMC) e assinou e ratificou o Acordo de Paris. A Contribuição Nacionalmente Determinada do governo da Nova Zelândia, também conhecida como Tuia te Waka a Kiwa, é reduzir as emissões de gases do efeito estufa para um valor tão baixo quanto 50% até 2030.
O Ministro das Alterações Climáticas da Nova Zelândia, James Shaw, revelou em 2021 que o governo estava investindo a metade dos NZ$ 1,3 bilhões em fundos de financiamento climático para apoiar os vizinhos afetados pelo clima. Isso fez parte das Declarações de Emergência Climática na Nova Zelândia para enfrentar problemas climáticos.

## Grande apoio financeiro
O principal apoio financeiro para o financiamento climático na Nova Zelândia vem da Aotearoa Nova Zelândia, do Ministério do Meio Ambiente. O Plano de Envolvimento para as Alterações Climáticas da Aotearoa Nova Zelândia prometeu NZ$ 1,3 bilhões para financiamento climático entre 2022 e 2025. O governo anunciou a criação do Fundo de Resposta à Emergência Climática com um montante inicial de NZ$ 4,5 bilhões para enfrentar os problemas climáticos, incluindo o financiamento climático no país.
Além disso, o governo da Nova Zelândia alocou NZ$ 200 milhões para o financiamento climático entre 2015 e 2019.